# 813年
| 千纪： | 1千纪                                                                                           |
| 世纪： | 8世纪 \| 9世纪 \| 10世纪                                                                        |
| 年代： | 780年代 \| 790年代 \| 800年代 \| 810年代 \| 820年代 \| 830年代 \| 840年代                       |
| 年份： | 808年 \| 809年 \| 810年 \| 811年 \| 812年 \| 813年 \| 814年 \| 815年 \| 816年 \| 817年 \| 818年 |
| 纪年： | 癸巳年（蛇年）；唐元和八年；南诏龙兴四年；日本弘仁四年；渤海国朱雀元年                          |

## 大事记
- 查理曼在亚琛加冕路易为帝。
- 威尔西尼基阿战役中，拜占廷将军亚美尼亚人利奥率亚美尼亚军队临阵哗变，拜占廷皇帝米海尔一世（811年－813年在位）大败。
- 9月26日，马蒙军攻陷巴格达，阿拔斯王朝哈里发阿明被杀，马蒙成为新的哈里发。

## 出生
- 李商隐，唐朝诗人